# 皺肢鰩
皺肢鰩（學名：Cruriraja rugosa），為軟骨魚綱鰩目吞鰩科肢鰩屬的一種，分布於中西大西洋墨西哥灣與加勒比海到哥倫比亞海域，深度366至1007公尺，棲息在深海海域，為底棲性魚類，屬肉食性，卵生，生活習性不明。